# Барабанова, Лариса Александровна
Лари́са Алекса́ндровна Бараба́нова (26 октября 1948, Молотов, РСФСР, СССР — 4 января 1987) — советская киноактриса.

## Биография
Родилась в семье водителя такси и музыкальной работницы. С детства мечтала стать актрисой. В семнадцатилетнем возрасте пришла на пробы к фильму «Дорога к морю» (1965) по мотивам повести Ильи Лаврова «Встреча с чудом». Режиссёр Ирина Поплавская вспоминала, что Барабанова была невысокой девочкой, полной целеустремлённого упорства. Она добилась прослушивания у Поплавской, хотя ещё во время предварительного отбора её отсеяли из-за внешних данных. На прослушивании она прочла басню «Ворона и Лисица». Хотя по мнению Поплавской она читала её очень неважно («по-школярски»), но в то же время Поплавская заметила, что Барабанова великолепно передаёт характеры персонажей басни. Роль сестры-близняшки Аси в фильме стал дебютом Барабановой в кино. Во время съёмок Лариса ещё училась в 11-м классе 227-й московской школы («Раньше у меня по поведению в школе бывали „тройки“, теперь только „пятёрки“, — говорит Лариса. — Моя главная мечта — закончить школу и поступить в театральный институт»).
В 1971 году Лариса Барабанова окончила курс народного артиста СССР Фирса Шишигина в Ярославском театральном училище по специальности «Артист драматического театра». После окончания училища Лариса хотела работать в Москве и поступила в Театр-студию киноактёра.
Помимо «Дороги к морю» сыграла главные роли в драме «Папина жена» (1968), комедиях «Лето рядового Дедова» (1971) и «Эта весёлая планета» (1973), много снималась в эпизодических ролях, в том числе в популярных советских фильмах «Большая перемена» (1972—1973), «Неисправимый лгун» (1973), «Мимино» (1977), «Москва слезам не верит» (1979), «Экипаж» (1979). За всё время своей творческой деятельности участвовала в сорока проектах — фильмах и телесериалах. Играла разноплановых персонажей, многие из которых сумели тронуть зрителей и запомниться им. Такой была, например, неудачливая в любви Кнопка в детективе «Два билета на дневной сеанс» или болтливая пассажирка в фильме «Экипаж». По мнению критиков и зрителей, Лариса Барабанова обладала способностью создавать цельный художественный образ за несколько минут.
В 1986 году актриса попала в автомобильную аварию и получила в ней серьёзные травмы, но была недообследована и недолечена. Первое время её состояние не вызывало опасений, но в начале 1987 года её самочувствие внезапно резко ухудшилось, и она умерла на 39-м году жизни.
Похоронена на Хованском кладбище Москвы (центральная территория, участок № 100).

## Фильмография
| Год  |   | Название                     | Роль                                          |
| ---- | - | ---------------------------- | --------------------------------------------- |
| 1965 | ф | Дорога к морю                | Ася                                           |
| 1966 | ф | Заблудший                    | Люся                                          |
| 1966 | ф | Два билета на дневной сеанс  | Кнопка                                        |
| 1968 | ф | Папина жена                  | мачеха Андрюши                                |
| 1969 | ф | Родом отсюда                 | Лиля                                          |
| 1970 | ф | Вас вызывает Таймыр          | милиционер                                    |
| 1970 | ф | О друзьях-товарищах          | участница поэтической агитбригады             |
| 1971 | ф | Лето рядового Дедова         | Аня Потапова                                  |
| 1972 | ф | Красно солнышко              | Надюха                                        |
| 1973 | ф | Большая перемена             | продавщица в магазине «Салон для новобрачных» |
| 1973 | ф | Неисправимый лгун            | парикмахер Катя                               |
| 1973 | ф | Нейлон 100 %                 | Настенька                                     |
| 1973 | ф | Эта весёлая планета          | «Красная Шапочка»                             |
| 1975 | ф | Охотник за браконьерами      | мать Васи                                     |
| 1975 | ф | У меня есть лев              | владелица «Запорожца»                         |
| 1976 | ф | Вы мне писали…               | Люда Гончарова                                |
| 1976 | ф | Дневной поезд                | гостья                                        |
| 1977 | ф | Мимино                       | буфетчица в аэропорту                         |
| 1977 | ф | Портрет с дождём             | работница типографии                          |
| 1977 | ф | Семья Зацепиных              | Рита                                          |
| 1978 | ф | Искушение                    | эпизод                                        |
| 1978 | ф | Квартет Гварнери             | медсестра                                     |
| 1978 | ф | Кот в мешке                  | колхозница                                    |
| 1978 | ф | Поворот                      | эпизод                                        |
| 1979 | ф | Суета сует                   | диспетчер такси                               |
| 1979 | ф | Вкус хлеба                   | целинница                                     |
| 1979 | ф | Москва слезам не верит       | работница хлебозавода                         |
| 1979 | ф | Сцены из семейной жизни      | работница ателье                              |
| 1979 | ф | Экипаж                       | болтливая пассажирка                          |
| 1981 | ф | Кольцо из Амстердама         | работница бассейна                            |
| 1982 | ф | Красные колокола             | эпизод                                        |
| 1982 | ф | Кто стучится в дверь ко мне… | женщина у суда                                |
| 1982 | ф | Похождения графа Невзорова   | аристократка                                  |
| 1986 | ф | Завещание                    | подруга Марьяши                               |
| 1987 | ф | Акселератка                  | эпизод                                        |
| 1988 | с | Радости земные               | продавщица газировки                          |

1. 1 2 3 4 5  Нет в титрах.